# Aštarak
Aštarak (arménsky: Աշտարակ) je město na jihu Arménie. Leží na levém břehu řeky Kasach, 13 kilometrů severozápadně od Jerevanu. Je to administrativní centrum provincie Aragacotn. Aštarak je důležitá křižovatka mezi městy Jerevan, Gjumri a Vanadzor.
Město hraje velkou roli v národní ekonomice a kulturním životě Arménie. V Aštaraku se nachází mnoho průmyslových podniků a kulturních institucí.

## Historie
První zmínka o Aštaraku, který byl tehdy jen zemědělská osada, pochází již z 9. století. Po několik následujících století nebyl Aštarak příliš významný, protože byl pod nadvládou cizích mocností. V 17. století byl kompletně přestavěn Peršany.

## Vzdělání
Aštarak je domovem 7 veřejných škol, 6 školek a 4 uměleckých škol. Ve městě je také mnoho veřejných knihoven a muzeí, jako je například muzeum romanopisce Perče Prošjana, který se v Aštaraku narodil.

## Sport
V Aštaraku sídlí fotbalový klub FC MIKA, který vznikl v roce 1999 sloučením klubů Mika Aštarak a Kasach Aštarak.

## Partnerská města
- Alfortville, Francie

## Galerie

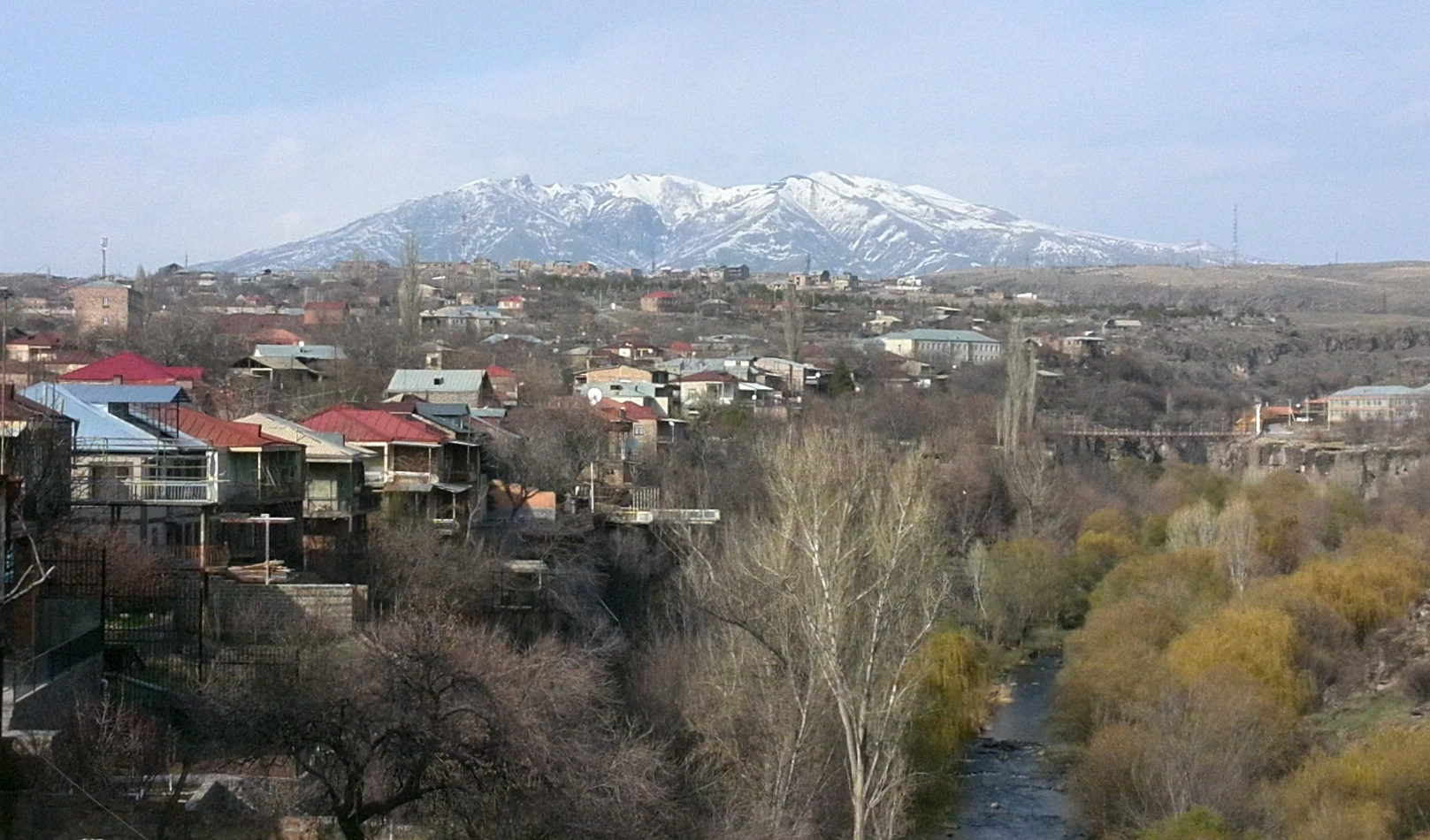
Pohled na město a horu Aragac v pozadí
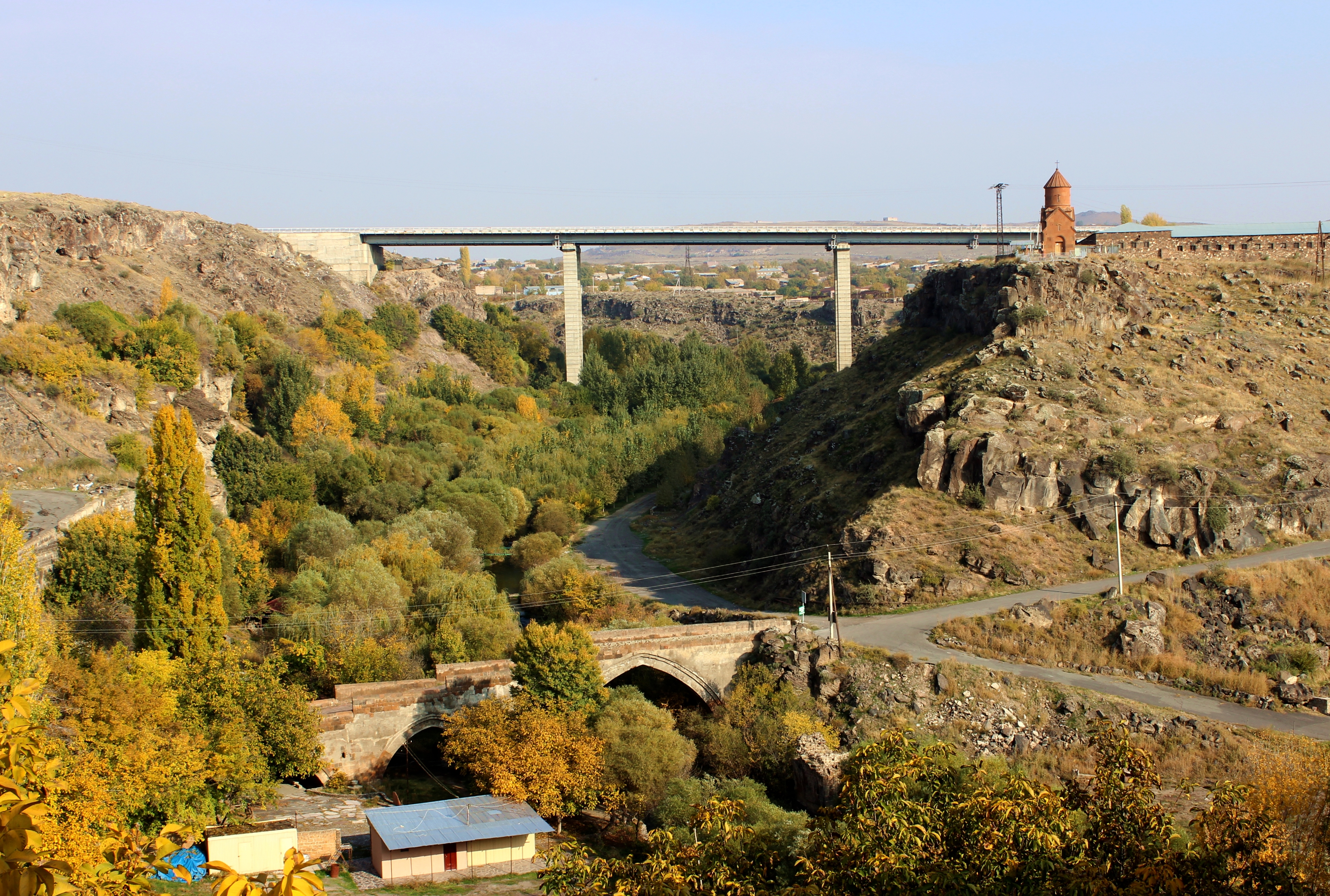
Aštaracký most
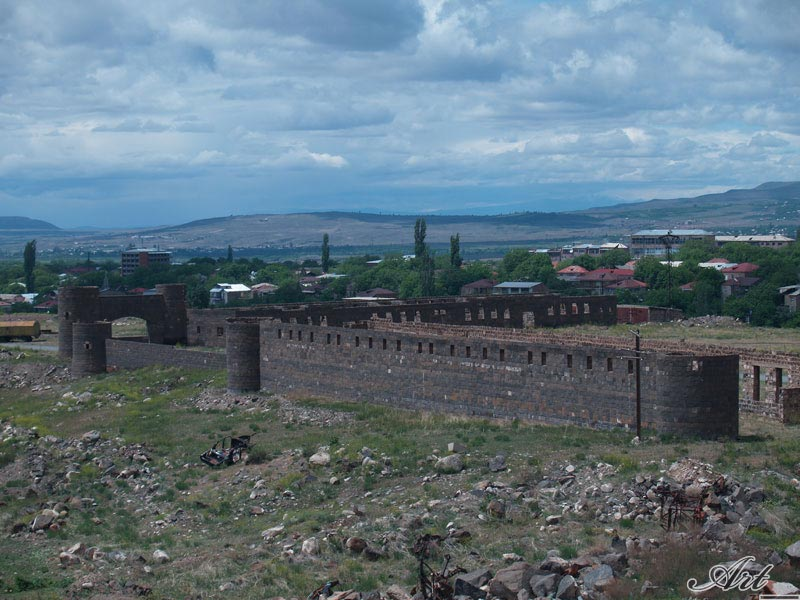
Hradby poblíž města
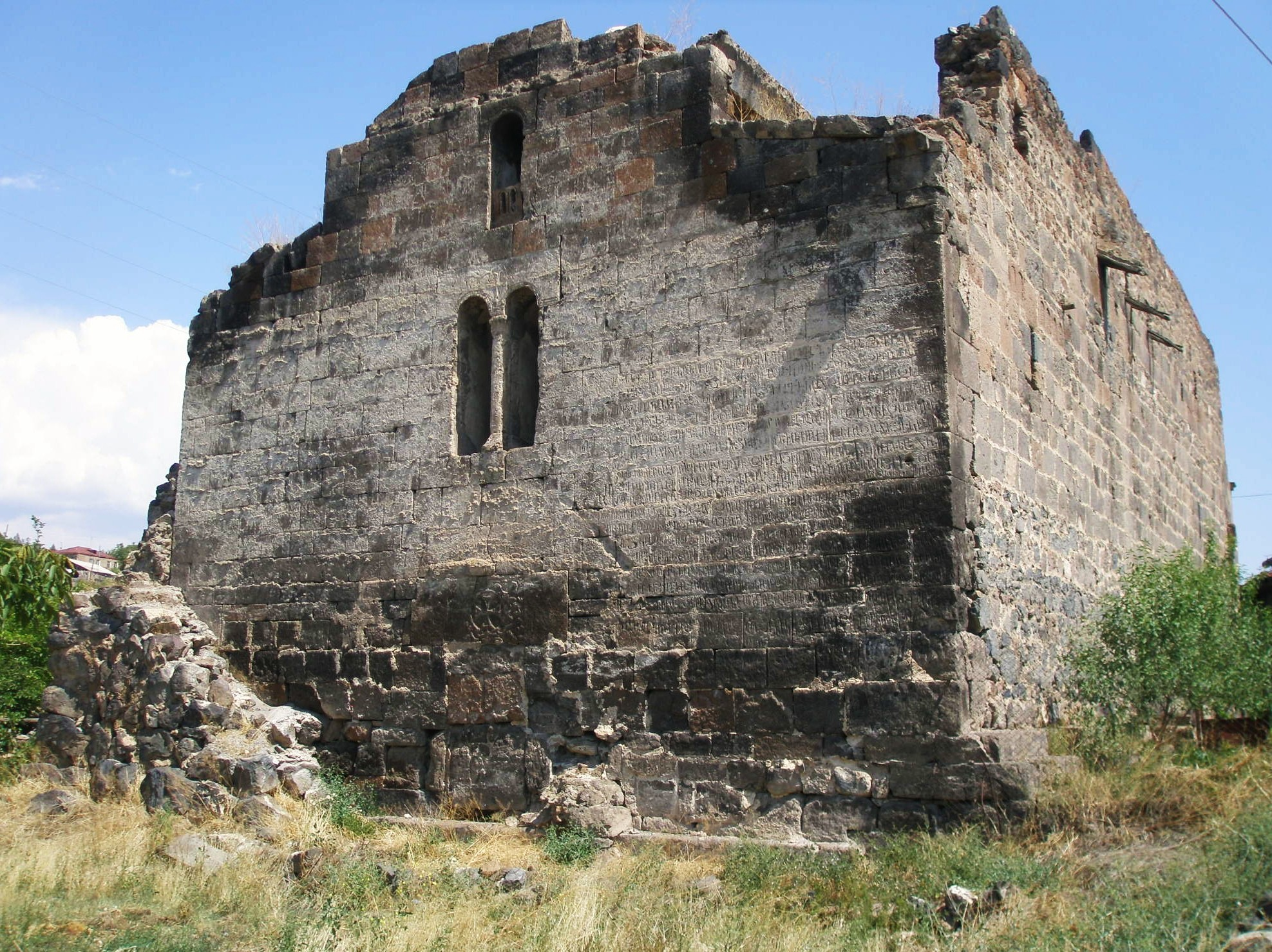
Starý kostel Spitakavor